# Strumadoretus smithi
Strumadoretus smithi är en skalbaggsart som beskrevs av Ohaus 1912. Strumadoretus smithi ingår i släktet Strumadoretus och familjen Rutelidae. Inga underarter finns listade i Catalogue of Life.